# M/S Independence of the Seas

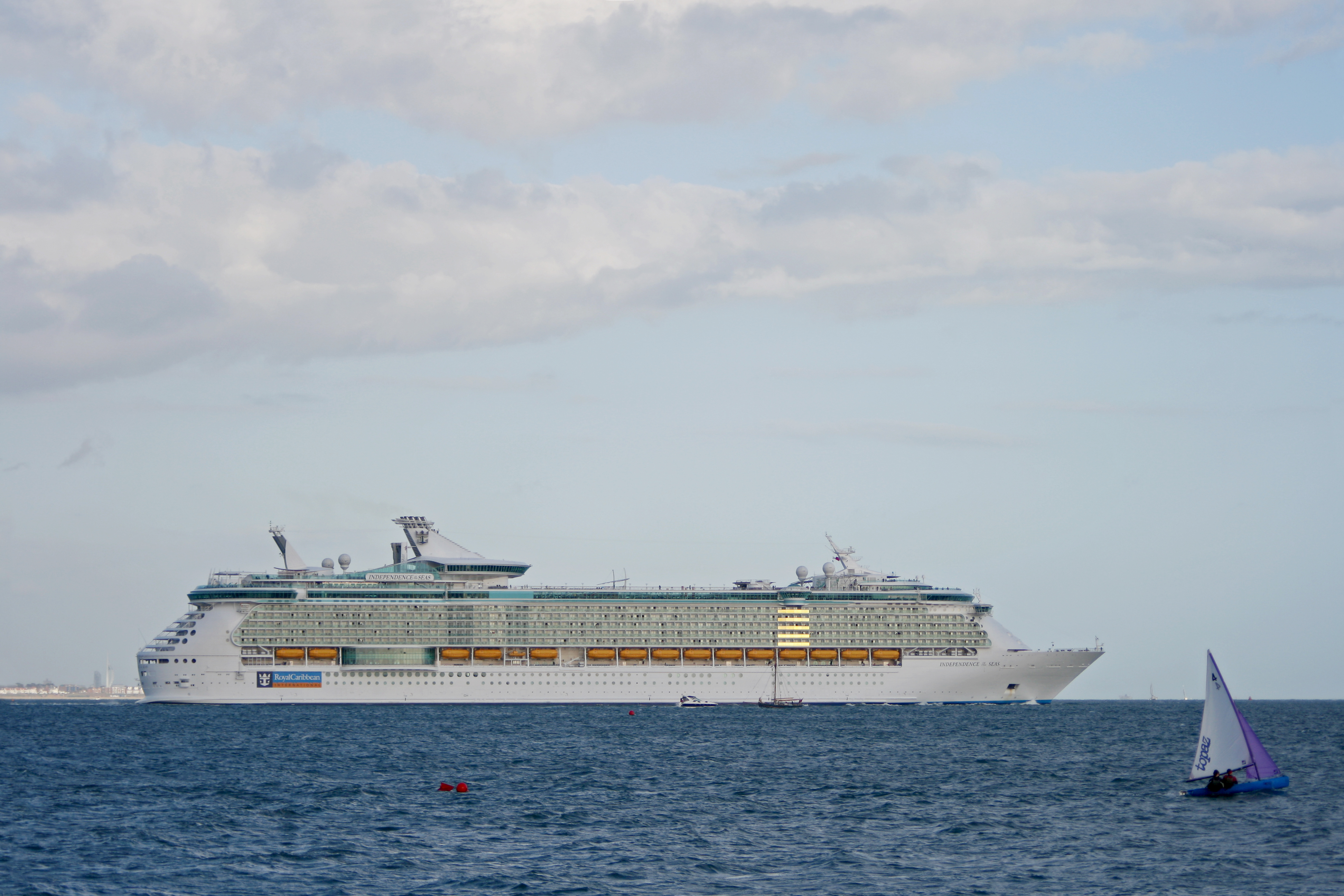
M/S Independence of the Seas

M/S Independence of the Seas är ett kryssningsfartyg. Det är det tredje systerfartyget i Freedom-klassen som tillhör rederiet Royal Caribbean International. Fartygen i Freedom-klassen tillhör världens näst största och har med sina 1800 hytter kapacitet för 3600 passagerare samt 1300 besättningsmän.
- Längd:339 meter
- Bredd: 56 meter
- Höjd: 63,8 meter
- Vikt: 160 000 ton